# 포르노그래피 중독
포르노그래피 중독(pornography addiction)은 포르노그래피 사용에 탐닉하는 상태에 탐닉 모델을 적용한 것이다. 포르노그래피 사용은 강박 행동의 일부가 될 수 있으며, 신체적, 정신적, 사회적 또는 재정적 안녕에 부정적인 결과를 초래할 수 있다. 세계보건기구의 ICD-11 (2022)은 강박적 성 행동 장애 (CSBD)를 충동조절장애로 인정했지만, CSBD는 탐닉이 아니며, 미국정신의학협회의 DSM-5 및 DSM-5-TR은 강박적인 포르노그래피 소비를 정신 질환이나 행동 중독으로 분류하지 않는다.
이처럼 타인과의 교류 대신 포르노그래피 시청에 지나치게 많은 시간을 보내거나, 지연행동을 유발하는 등 개인적 또는 사회적인 이유로 개인에게 문제가 되는 인터넷 포르노그래피를 보는 것은 병적으로 분류된다. 개인은 과도한 인터넷 포르노그래피 시청으로 인해 사회생활에 지장이 생겨 우울증, 사회적 고립, 경력 상실, 생산성 저하 또는 재정적 어려움을 겪는다고 보고할 수 있다.

## 진단
포르노그래피 중독은 포르노그래피 시청 빈도와 부정적인 결과로 인해 종종 운영적으로 정의된다. DSM-5에 명시된 행동 중독에 대한 유일한 진단 기준은 병적 도박에 대한 것으로, 이는 행동에 대한 집착, 행동 통제 능력 저하, 내성, 금단 증상, 역심리사회적 결과 등 약물 남용 및 의존증에 대한 기준과 유사하다. 다른 행동 중독에 대한 진단 기준이 제안되었으며, 이들 또한 일반적으로 약물 남용 및 의존증에 대한 기존 진단에 기반한다.
성욕과다증에 대한 제안된 진단은 포르노그래피를 이 질환의 하위 유형으로 포함한다. 여기에는 성적 활동에 소비되는 시간이 의무를 방해하는 것, 스트레스에 대한 반응으로 성적 활동에 반복적으로 참여하는 것, 이러한 행동을 줄이려는 시도가 반복적으로 실패하는 것, 생활 기능의 고통 또는 손상과 같은 기준이 포함된다.
미국 탐닉 의학회에 따르면, 탐닉성 뇌 변화의 특징인 일부 심리적 및 행동적 변화에는 탐닉성 갈망, 충동성, 약화된 집행 기능, 둔감화, 불쾌감이 포함된다. BOLD fMRI 결과는 강박적 성 행동 (CSB)으로 진단받은 개인이 전통적으로 약물-신호 반응성과 관련된 뇌 영역에서 강화된 신호 반응성을 보임을 보여주었다. 이러한 영역에는 편도체와 복측 선조체가 포함된다. CSB가 없는 남성 중 포르노그래피 시청 이력이 긴 사람들은 왼쪽 복측 조가비핵에서 포르노그래피 이미지에 대한 반응이 덜 강렬했는데, 이는 둔감화를 시사할 수 있다.
2015년부터 2021년 사이에 수행된 포르노그래피 중독에 대한 신경정신약리학적 및 심리학 연구는 대부분의 연구가 전적으로 또는 거의 전적으로 남성의 익명 환경에 초점을 맞추었으며, 그 결과는 모순된다고 결론지었다. 일부 연구자들은 포르노그래피 중독이 행동 중독의 한 형태로 성욕과다증의 포괄적인 개념 또는 강박적 성 행동 (CSB)의 하위 집합으로 자격이 있다고 주장하며, 그렇게 다루어져야 한다고 주장하는 반면, 다른 연구자들은 남성에게서 금전적 보상이 아닌 에로틱한 보상과 에로틱한 사진을 신호하는 단서에 대한 복측 선조체 반응성의 증가된 활성화를 발견하여 포르노그래피 중독과 기존의 중독성 장애 간의 유사성을 시사한다.
포르노그래피가 미국 및 다른 지역에서 공중보건 위기로 거짓 주장되고 있음에도 불구하고, (문제성 인터넷 및 온라인 포르노그래피 사용이 2000년대 이후 정신건강에 대한 부담을 증가시키고 있다고 보고됨) 심리병리학적 모델과 진단 기준은 합의가 부족했으며, 치료 접근법의 효과에 대한 증거는 여전히 부족하다.
반복된 횡단면 조사에서는 정신 건강 불량과 포르노그래피 시청 경험 또는 포르노그래피 시청 빈도 사이에 일관된 연관성이 발견되지 않았다.— 스베딘 외 (2023)

스베딘 외(2023)는 포르노그래피의 적당한 소비는 소년의 정신 건강에 긍정적인 영향을 미치는 반면, 지나치게 많거나 적은 극단적인 소비는 정신 건강을 악화시킨다는 것을 발견했다. 비주류 (변태적인) 포르노그래피 시청은 소년의 정신 건강을 악화시키는 것과 관련이 있었지만, 소녀에게는 영향을 미치지 않았다.
폴라 홀은 문제가 있는 포르노그래피 사용을 이해하고 치료하는 데 중독 프레임워크를 사용하는 것을 지지하며, 포르노 중독을 합법적인 임상 문제로 인정해야 한다고 주장한다.
2024년 검토 보고서는 포르노그래피 중독을 공중 보건 위기로 진단하는 것을 지지하지만, 이는 검토자들이 경험적 데이터의 통계 처리에 기반한 것이 아니라 MDPI 논문(즉, 2019년 드 알라르콘 논문으로, 차례로 DSM-5-TR에 의해 제외됨)에 기반한 미국정신의학협회 웹사이트에 게재된 페이지에 기반한다.
2025년 청소년 포르노그래피 사용에 대한 체계적 검토에 따르면 추가 연구가 필요하다. 즉, 기존 증거는 정신의학에 제한적으로만 사용될 수 있다(진단에 대해 결론이 나지 않음). 이 검토는 증거가 이질적이고 제한적이라고 설명했다.
2025년 청소년 포르노그래피 미디어 사용에 대한 공공 정책 연구는 "이러한 주장을 입증할 증거는 아직 예비적"이라고 밝히고 있다(인과 관계를 보여줄 수 없음). 즉, 기존 증거는 청소년의 미디어 사용 방식에 대한 공공 정책 입장을 뒷받침하지 않는다. 그러나 이 검토는 포르노그래피 사용에 집중하지 않고 스쳐 지나가듯이 언급했을 뿐이다.

### 진단 상태
포르노그래피 중독은 "도덕적, 이념적, 정치적 동기가 크게 작용하는" 것으로 보여 논란이 많은 개념이다. 비록 "좋은 이론"이지만, 이에 대한 경험적 지지는 대부분 부족하며, "포르노/섹스 중독 산업은 임상 실습에 침해하는 성에 대한 보수적인 도덕적 가치를 기반으로 한다". 줄리 세일은 "환자들이 통제할 수 없다고 느끼는 성적 행동에 대해 도움을 받기 위해 치료를 받는다는 사실을 아무도 부인하지 않는다. 문제는 이러한 환자 경험이 어떻게 개념화되고 임상적 구성이 치료에 어떻게 영향을 미치는지이다"라고 언급했다.
포르노그래피 중독이 단순한 강박증이 아니라 중독성 장애로서의 지위는 뜨거운 논쟁의 대상이 되어왔다.틀:Medrs틀:Medrs 또한, 연구에 따르면 포르노그래피 중독이라는 명칭을 사용하는 것은 (임상적이라기보다는) 사회적으로 유도된 병명을 나타낼 수 있다.
오늘날 도움을 구하는 자가진단 포르노그래피 중독자들의 명백한 확산이 문제성 행동을 설명하는 비교적 새로운 방식의 신속한 채택을 의미하는지, 아니면 치료법을 결정해야 하는 현대 질병 실체의 발전을 의미하는지 고려해 볼 가치가 있다.— 크리스 테일러, 노졸로지와 은유: 포르노그래피 시청자들이 포르노그래피 중독을 어떻게 이해하는가

2016년 11월, 미국 성교육자, 상담사 및 치료사 협회 (AASECT)는 성/포르노 중독에 대한 입장 성명서를 발표했는데, AASECT는 "성 중독 또는 포르노 중독을 정신 건강 장애로 분류할 충분한 경험적 증거를 찾지 못했으며, 성 중독 훈련 및 치료 방법과 교육학적 방법이 정확한 인간 성 지식에 의해 충분히 뒷받침되지 않는다고 판단한다. 따라서 AASECT의 입장은 성적 충동, 사고 또는 행동과 관련된 문제를 포르노/성 중독 과정과 연관시키는 것이 성교육 제공, 상담 또는 치료의 표준 관행으로 AASECT에 의해 발전될 수 없다는 것이다."라고 명시했다.
미국정신의학협회의 5차 진단 및 통계 편람 (DSM-5)은 행동 중독에 대한 새로운 섹션을 포함하지만, 병적 도박이라는 한 가지 장애만 포함한다. 다른 행동 중독인 인터넷 게임 장애는 DSM-5에서 추가 연구를 위해 제안된 조건에 나타난다. 정신과 의사들은 당시 포르노그래피와 같은 다른 행동 장애를 포함시키기를 거부한 이유로 연구 지원 부족을 꼽았다.
포르노 중독은 DSM-5 (또는 이전 버전)에서 진단으로 인정되지 않는다. "온라인 포르노그래피 시청"은 DSM-5에 정확히 언급되어 있지만, 정신 질환으로 간주되지도 않는다.
DSM-5가 초안 작성될 때 전문가들은 포르노그래피 하위 유형을 포함하는 성욕과다증이라는 제안된 진단적 중독을 고려했다. 그러나 최종적으로 검토자들은 2013년 판에 성욕과다증 또는 그 하위 유형을 포함할 충분한 증거가 없다고 판단했다.— 커스틴 웨어, 포르노그래피는 중독성이 있는가?

여러 연구에서 인터넷 포르노 사용자에게서 중독의 신경학적 지표가 발견되었으며, 이는 다른 종류의 문제성 인터넷 사용자에게서 유사한 지표를 발견한 많은 연구와 일치한다. 그러나 다른 연구에서는 중독의 중요한 생체 지표가 없음을 발견했다.
ICD-11은 "포르노그래피 중독"을 거부했다. 특히, 세계보건기구 (WHO)는 "현재의 제한적인 데이터를 기반으로 [문제성 인터넷 사용]을 ICD-11에 포함하는 것은 시기상조로 보인다"라고 썼다.
그러나 ICD-11은 "충동조절장애" 섹션에 "강박적 성 행동 장애"(CSBD)를 포함한다. 이는 "강렬하고 반복적인 성적 충동이나 욕구를 통제하지 못해 반복적인 성적 행동을 초래하는 지속적인 패턴"으로 정의된다. 데이비드 J. 레이는 이것이 포르노그래피 중독 개념에 대한 지지가 아니라고 주장했다. ICD는 또한 도덕적 갈등으로 인한 고통만으로는 이 진단에서 제외하며, 도덕적 불일치는 자신이 포르노 중독이라고 믿는 가장 강력한 예측 변수이다. 두 가지 연구는 이제 이를 반박하며, 나르시시즘, 특히 적대적 나르시시즘이, 포르노그래피 중독으로 자신을 식별하는 것을 예측한다는 것을 발견했다.
입문 심리학 교과서 저자인 쿤, 미터러, 마티니는 NoFap을 언급하며 포르노그래피를 "초정상 자극"으로 이야기하지만 중독보다는 강박 모델을 사용한다. 중독과 강박은 서로 상쇄되는 정신 질환의 모델로, "중독"이라는 용어는 폐지되었지만, ICD-11은 "포르노 중독"/"성 중독"의 존재를 지지하지 않는다.
2022년 3월에 발표된 DSM-5-TR은 성 중독/강박(인터넷 포르노그래피 시청 포함) 진단을 인정하지 않는다.
ICD-11은 포르노그래피를 CSBD에 추가했다. 그러나 이는 중독성 장애가 아닌 충동 조절 장애로 분류된다. CSBD 진단은 성 연구에 기반하지 않는다고 주장되었다.
DSM-5, DSM-5-TR, ICD-10, ICD-11 모두 성 중독 또는 포르노 중독을 유효한 진단으로 인정하지 않는다. 로스만은 "포르노그래피는 아직 여러 건강 결과에 대한 위험 요소로 명확히 확립되지 않았다"고 밝혔다.
그러나 포르노그래피 중독은 현재 DSM에 따라 진단 가능한 상태로 간주되지 않는다. ICD-11과 같은 DSM의 대안들도 포르노그래피에 대한 중독 모델을 채택하지 않았지만, 사람들이 그것을 강박적으로 사용할 수 있다는 점은 인정한다.— Rothman 2021, 103쪽

2022년 McKee, Litsou, Byron, Ingham이 쓴 책은 "포르노 중독" 모델에 심각한 의문을 제기하며, 포르노그래피 대신 성적 수치심이 비난받아야 한다고 제안한다. 그들은 포르노그래피 효과에 대한 많은 연구가 종종 상관관계를 인과관계로 혼동하며, 많은 포르노그래피 연구가 서술적이기보다는 규범적(즉, 도덕적)이었다고 지적한다.
과도한 포르노그래피 소비에 문제가 있다고 생각하는 과학자들조차도 적당한 포르노그래피 소비는 건강하다고 말한다.

## 치료
인지 행동 치료는 인터넷 과의존자에게 성공적인 치료 효과를 보였기 때문에 포르노그래피 중독에 대한 가능한 효과적인 치료법으로 제안되었지만, 2012년 현재 포르노그래피 중독자들 사이에서 효과를 평가하기 위한 임상 시험은 수행되지 않았다.

### 온라인 포르노그래피
일부 임상의와 지원 단체는 온라인 포르노그래피 사용을 관리하기 위해 인터넷 콘텐츠 제어 소프트웨어, 인터넷 감시 또는 둘 다를 자발적으로 사용할 것을 권장한다. 성 연구가 앨빈 쿠퍼와 동료들은 치료적 조치로서 필터 사용의 여러 이유를 제안했는데, 여기에는 문제성 행동을 유발하는 접근성을 억제하고 고객이 대처 및 재발 방지 전략을 개발하도록 장려하는 것이 포함된다. 인지 치료사 매리 앤 레이든은 필터가 환경 통제를 유지하는 데 유용할 수 있다고 제안했다. 인터넷 행동 연구가 데이비드 델모니코는 필터가 한계에도 불구하고 "최전선의 보호" 역할을 할 수 있다고 밝혔다.

### 약물
성욕과다증의 비변태성 표현을 가진 사람들에 대한 연구는 DSM에서 정의된 다양한 기분 장애가 성적으로 강박적인 남성에게 더 자주 발생할 수 있다고 가설을 세웠다.
강박적인 성 행동은 선택적 세로토닌 재흡수 억제제 (SSRIs) 및 세로토닌-노르에피네프린 재흡수 억제제 (SNRIs)를 포함한 항우울제, 날트렉손 (아편 또는 알코올 중독에서 보상 메커니즘을 억제하는 데 사용되는 약물), 기분 안정제 및 남성 호르몬 억제제로 치료되었다.

## 역학
2017년 호주인을 대상으로 한 표본 조사 연구에서 성 영상 사용에 대한 고통을 조사했다. 조사 결과, 설문 조사에 참여한 여성 10,131명 중 0.5%가 포르노그래피에 "중독"되었다는 진술에 동의했으며, 성 영상을 시청했다고 밝힌 여성 4,218명 중 1.2%가 이에 해당했다. 성 영상을 시청한 남성의 경우 4.4%였다. 이는 일차적 장애(예: 우울증) 또는 종교적 우려를 배제해야 하는 임상적 스크리닝 없이 이루어졌으므로, 이러한 수치는 잠재적 장애(존재할 경우)에 대한 최고 추정치로 간주되어야 한다.
대부분의 비율 연구는 편의 표본을 사용한다. 2000년 9,265명을 대상으로 한 편의 표본 연구에 따르면 인터넷 사용자 중 1%가 인터넷 사용에 대한 우려를 가지고 있으며, 17%는 문제가 있는 성적 강박 기준을 충족하는데, 이는 칼리치만 성적 강박 척도에서 평균 표준 편차 1 이상을 득점했다는 것을 의미한다. 대학생 남성 84명을 대상으로 한 설문 조사에서 포르노그래피를 사용하는 대학생 남성 표본의 20–60%가 문제가 있다고 답했다. 인터넷 과의존에 대한 연구에 따르면 유럽인과 미국인 사이에서 비율이 1.5%에서 8.2%에 이를 수 있다.
2019년 연구에 따르면 포르노 중독이라고 자칭하는 사람들의 평균 사용 빈도는 연간 약 10회였다. 이 연구는 이러한 자기 식별이 남성 성별, 높은 사용 빈도, 그리고 포르노그래피가 도덕적으로 잘못되었다는 믿음(종교적 또는 기타 이유로)과 상관관계가 있다는 것을 발견했다.
포르노그래피 소비에 대한 검토 논문은 성 중독이 나르시시즘과 상관관계가 있다고 지적한다.

## 사회와 문화

### 지원 그룹
포르노그래피 사용을 중단하고 싶거나 포르노그래피에 중독되었다고 믿는 사람들을 위한 여러 지원 그룹이 존재한다. 익명의 섹스 중독자들 (SAA), 익명의 섹스 중독자들 (SA), 익명의 성과 사랑 중독자들 (SLAA), 익명의 성적 회복자들 (SRA), 그리고 익명의 성적 강박증 환자들 (SCA)과 같은 12단계 프로그램들은 익명의 알코올 중독자들 (AA)과 다른 회복 도구에서 빌려온 12단계 프로그램을 사용하여 공통된 문제를 극복하고 다른 사람들이 중독이나 의존증에서 회복하도록 돕는 남성과 여성들의 친교 모임이다.
NoFap은 2011년에 설립된 웹사이트 및 커뮤니티 포럼으로, 포르노그래피와 자위행위를 포기하고자 하는 사람들을 위한 지원 그룹 역할을 한다. 이는 포르노그래피, 자위행위, 그리고/또는 성교를 피하고자 하는 사람들을 위한 지원 그룹 역할을 한다. 최근 동료 검토 데이터는 이 온라인 커뮤니티 내에서 상당한 수준의 여성혐오와 함께 인간의 성 및 성적 관계에 대한 빈약한 이해를 강조했다. 『포르노그래피 전쟁』의 저자이자 사회학자 켈시 버크는 이러한 여성혐오가 남성의 개인적인 문제에 대해 여성이 지배하는 포르노그래피 산업을 비난하는 것에서 비롯된다고 생각한다. 더 데일리 닷과 슈피겔은 NoFap을 최근의 성 기반 모살 및 국내 테러리즘 육성과 연결시켰다.
솔트레이크시티에 본부를 둔 비영리 단체 신약과 싸워라는 예수 그리스도 후기 성도 교회 회원들이 설립한 비입법 조직으로, 과학과 개인 이야기를 통해 포르노그래피 사용에 대해 개인에게 정보를 제공하고 교육하는 것을 목표로 한다고 주장한다. 이는 청소년을 대상으로 한다. 또한 자위행위보다는 포르노그래피를 포기하는 데 초점을 맞춘 PornFree 레딧 그룹도 있다.
셀러브레이트 리커버리는 약 35,000개의 그룹을 가진 기독교 교단 간 12단계 프로그램으로, 나쁜 습관, 상처, 그리고 삶의 어려움으로 고통받는 모든 사람들에게 열려 있다. 셀러브레이트 리커버리는 1991년 캘리포니아주 새들백 교회에서 시작되었으며, 그들의 프로그램은 성경 평상 수훈의 팔복과 익명의 알코올 중독자들의 12단계 프로그램에 기반한다.

### 종교적 및 정치적 요인
학술 의료 센터에서 일하는 성과학자 E. T. M. 라안 교수에 따르면, 포르노그래피 중독의 존재를 주장하는 것은 대개 미국의 종교적 우파이며, 성과학자들 사이에서는 그러한 주장이 드물다고 한다. 2018년 메타분석은 종교적인 사람이 자신을 포르노그래피 중독으로 인식하는 것 사이에 상관관계가 있음을 보여주었는데, 이는 종교가 포르노그래피를 금지함에도 불구하고 사람들이 포르노그래피를 사용하기 때문일 수 있다.
오클라호마 대학교의 사회학 교수 새뮤얼 L. 페리가 쓴 『정욕에 중독되다: 보수 개신교인의 삶 속 포르노그래피』(2019)에 따르면, 미국의 보수 개신교는 보수 개신교 하위 문화 내에 만연한 특정 신념으로 인해 포르노그래피 소비와 관련된 "성적 예외주의"를 특징으로 하는데, 이는 포르노그래피에 중독되었다는 근거 없는 확신과 관련된 인지부조화, 심리적 고통, 그리고 강렬한 죄책감, 수치심, 자기혐오, 우울증, 때로는 아예 신앙에서 벗어나는 감정을 수반한다.
페리의 책은 폭넓은 언론 보도를 받았고, 그의 발견은 복음주의 잡지 크리스처니티 투데이의 라이먼 스톤으로부터 비판을 받았다. 스톤은 페리가 수집한 양적 및 질적 통계 데이터 모두 교회 출석하는 개신교 기독교인들 사이의 포르노그래피 소비가 다른 종교 집단에 비해 훨씬 낮음을 보여주며, "오늘날 정기적으로 교회에 출석하는 개신교 남성들은 기본적으로 정기적인 포르노그래피 사용이라는 문화적 규범에 여전히 저항하는 미국 유일의 남성들"이라고 선언했다.
여러 출처에 따르면, NoFap을 포함하여 반자위 및 반포르노 중독 선전에 전념하는 대부분의 웹사이트와 유튜브 채널은 극우 기독교 근본주의자 및 보수적인 성서무오설 신봉자들이 소유하고 있으며, 또한 전적으로 정치적인 성격을 띤다. 다양한 심리학자, 의무박사, 사회과학자들은 자위행위를 포함한 성적인 생각, 욕구, 활동에 대한 전통적인 기독교의 우려가 건강하지 않고 불건전한 것으로 볼 수 있다고 주장했다. 이는 16개 미국 주의 주 의회가 포르노그래피를 "공중 보건 위기"로 선언한 것을 포함하여, 반포르노그래피 및 반자위행위에 대한 세속적인 주장에도 적용될 수 있다.
미국정신의학협회는 이미 DSM-5 (2013년 발행)에서 이러한 도덕적 공황("정치적 술책")을 일축했으며, 2022년 3월에 발행된 DSM-5-TR은 성 중독(인터넷 포르노그래피 시청 포함) 진단을 인정하지 않는다.
보스턴 대학교 공중보건대학원의 지역사회 건강 과학 교수 에밀리 F. 로스만은 2021년에 "전문 공중 보건 커뮤니티는 포르노그래피를 공중 보건 위기로 선언하려는 최근의 움직임을 지지하지 않는다"고 밝혔다. "위기"를 지지하는 아이디어는 의사과학적이라고 묘사되었다.
성폭력, 파트너 폭력, 불안, 우울증, 강박적 포르노그래피 사용, 상업적 성 착취는 공중 보건 문제이며, 포르노그래피가 이러한 문제를 악화시킬 가능성이 있다. 그 가능성을 고려할 때, 포르노그래피가 사회적 규범과 개인의 행동에 어떤 영향을 미치는지, 어떻게, 왜 영향을 미치는지, 그리고 그것이 유해할 경우 우리가 무엇을 할 수 있는지에 대해 더 많이 알아야 한다. 포르노그래피를 공중 보건 문제로 규정하는 것이 공중 보건 목표에 반하는 보수적인 사회적 의제를 추진하기 위해 우익 단체에 의해 수사적 술책으로 사용되어 왔다는 점을 인지하는 것도 중요하다. 공중 보건 전문가들은 포르노그래피가 사회와 개인에게 미치는 잠재적인 부정적인 영향에 대한 엄격한 연구를 후원하고, 잘못된 정보를 바로잡으며, 증거를 사용하여 정책 결정을 추진해야 한다.— Rothman 2021, 14쪽

많은 경우, 게이 남성에게 적용되는 성 중독 치료는 전환 치료와 유사하다.

### 주류 언론
2013년, 미국 배우 조셉 고든 레빗은 주인공이 포르노그래피에 중독된 코미디 드라마 영화 돈 존을 쓰고, 감독하고, 주연을 맡았다. 영화 홍보 인터뷰에서 고든-레빗은 그가 "인간과 화면 속 이미지 사이의 근본적인 차이"라고 언급한 것에 대해 이야기했다.
2014년, 미국 배우 테리 크루스는 자신의 오랜 포르노그래피 중독에 대해 이야기했는데, 그는 그것이 자신의 결혼과 삶에 심각한 영향을 미쳤고 2009년 재활원에 들어간 후에야 극복할 수 있었다고 말했다. 그는 이제 포르노그래피 중독과 그 영향에 대해 적극적으로 발언하고 있다.
2015년, 영국 코미디언 러셀 브랜드는 미국 반포르노 단체 신약과 싸워라의 비디오에 출연하여 포르노그래피와 그 해로운 영향에 대해 논했다.
2016년, 미국 코미디언 크리스 록과 그의 아내 말락 콤프턴은 20년간의 결혼 생활 끝에 이혼했는데, 록은 이를 자신의 불륜과 포르노그래피 중독 탓으로 돌렸다. 그는 나중에 2018년 스탠드업 코미디 스페셜 탬버린에서 자신의 포르노그래피 중독에 대한 세부 사항을 논했다.

## 같이 보기
- 계정 소프트웨어
- 반포르노그래피 운동
- 콘텐츠 제어 소프트웨어
- 성 착취에 관한 전국 센터
- 합리적 회복
- 익명의 섹스 중독자들
- 익명의 섹스 중독자들
- 성 윤리
- 성 의존증

## 더 읽어보기
- 클라인, M. (2017). His Porn, Her Pain: Confronting America's Porn Panic With Honest Talk About Sex (ISBN 1440842868) 프래거
- 쿠퍼, 알 (2002). Sex and the Internet: A Guidebook for Clinicians (ISBN 1-58391-355-6) 라우틀리지
- P. 윌리엄슨, S. 키서 (1989). Answers In the Heart: Daily Meditations for Men and Women Recovering from Sex Addiction (ISBN 978-0-89486-568-8) 헤이즐든
- 패트릭 카네스 (2001). Out of the Shadows: Understanding Sexual Addiction (ISBN 978-1-56838-621-8) 헤이즐든
- 익명의 섹스 중독자들 (ISBN 0-9768313-1-7)
- 로젠버그, 매튜 (1999). "성범죄자 이해, 평가 및 치료: 치료사를 위한 도구, stopoffending.com에서 다운로드 가능 버전
- “자극과 관계의 과학”. 2019년 4월 14일에 원본 문서에서 보존된 문서.